# Koexistenz
Koexistenz beschreibt das gleichzeitige Vorhandensein verschiedener Systeme.
Verstanden wird darunter oft das friedliche, aber unabhängige Nebeneinander zweier (mehrerer) Dinge.
Im politischen Kontext beschreibt die friedliche Koexistenz beispielsweise die Phase des Kalten Krieges von 1962 bis 1979, während der die beiden Weltmächte kooperativer zusammenarbeiteten. Als Koexistenz wird in der Debatte um den Anbau transgener Pflanzen, der räumliche und zeitliche Anbau von transgenen und nicht-transgenen Pflanzen nebeneinander verstanden.
Im biologischen Sinne ist eine Koexistenz zweier Arten nur dann möglich, wenn zwei Ressourcen vorhanden sind und beide Arten verschiedene Affinitäten zu den jeweiligen Ressourcen aufweisen, also mit limitierten Ressourcen auskommen. Unter dem Stichwort „Koexistenz“ versteht man auch die Problematik genetisch veränderte Pflanzen zusammen mit unveränderten Kulturpflanzen anzubauen. Dabei ist die Übertragung von artfremden Genen (Transgenen) auszuschließen.
Im physikalischen Sinne besagt das Koexistenzprinzip, dass sich die normalerweise einander ausschließenden Erscheinungsformen der Materie, wie lokal und nichtlokal, kohärent und nichtkohärent, in einem bestimmten Übergangsbereich gleichzeitig nachweisen lassen, also messtechnisch vorhanden sind. Man spricht von teilweiser Lokalisierung und teilweiser Kohärenz bzw. von teilweiser Sichtbarkeit und teilweiser Unterscheidbarkeit.
Stehen zwei gleich starke Gruppen einander gegenüber und beide Gruppen sehen ein, dass sie um des Friedens und ihrer eigenen Interessen willen die Überzeugung der jeweils anderen Gruppe dulden wollen, dann ist dies eine Form der Koexistenz.